# Nyctemera lacticinea
Nyctemera lacticinea är en fjärilsart som beskrevs av Swinhoe 1890. Nyctemera lacticinea ingår i släktet Nyctemera och familjen björnspinnare. Inga underarter finns listade i Catalogue of Life.